# Хрещатик, 46
Житловий будинок № 46 — найстаріша з уцілілих на Хрещатику будівель. Зведена у стилі історизму (неоренесансу). Будинок переважно зберіг свій первісний зовнішній вигляд. Водночас були замінені фриз і внутрішнє перепланування.
За визначенням дослідників, будинок — цікава пам'ятка ХІХ сторіччя, яка представляє стару забудову кварталу південної частини Хрещатика.
Розпорядженням Київської міської державної адміністрації № 1463 від 15 липня 1998 року будинок внесений до реєстру пам'яток архітектури місцевого значення (охоронні номери 353).

## Історія ділянки
З другої половини ХІХ сторіччя власником ділянки був купець 1-ї гільдії Йосип Ждановський. На Хрещатику йому також належав будинок № 34, в якому містився відомий тоді в місті «пасаж Ждановського».
У 1872—1874 роках на замовлення купця за проєктом архітектора Олександра Шіле зведено триповерховий прибутковий будинок.
Після смерті Йосипа Ждановського у 1898 році будинок № 46 перейшов у спадок його синові Порфирію.
1922 року більшовики націоналізували будівлю.
Від самого початку перший поверх займають крамниці.
У 1980-х роках кам'яниця разом із сусідніми будинками підлягала знесенню.
1983 року провели конкурс проєктів забудови кварталу між Хрещатиком, бульваром Шевченка і вулицею Богдана Хмельницького. У ньому взяли усасть архітектори Георгій Хорхот, Наталія Чмутіна, Ігор Шпара та інші. Через економічний колапс соціалістичної економіки проєкт не реалізували.

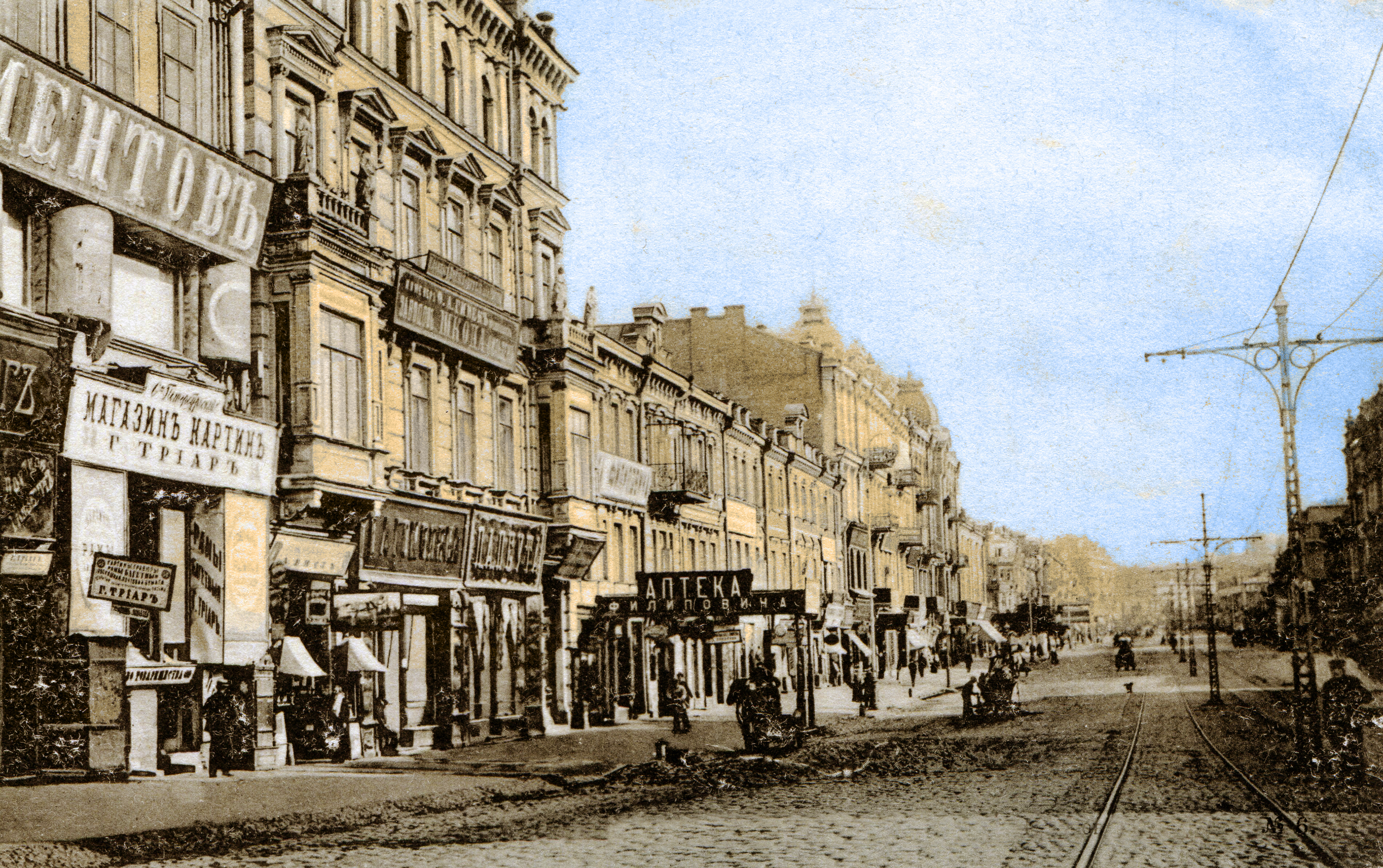
Чотириповерховий будинок № 50, триповерхові — № 48 і 46 (1900-ті)
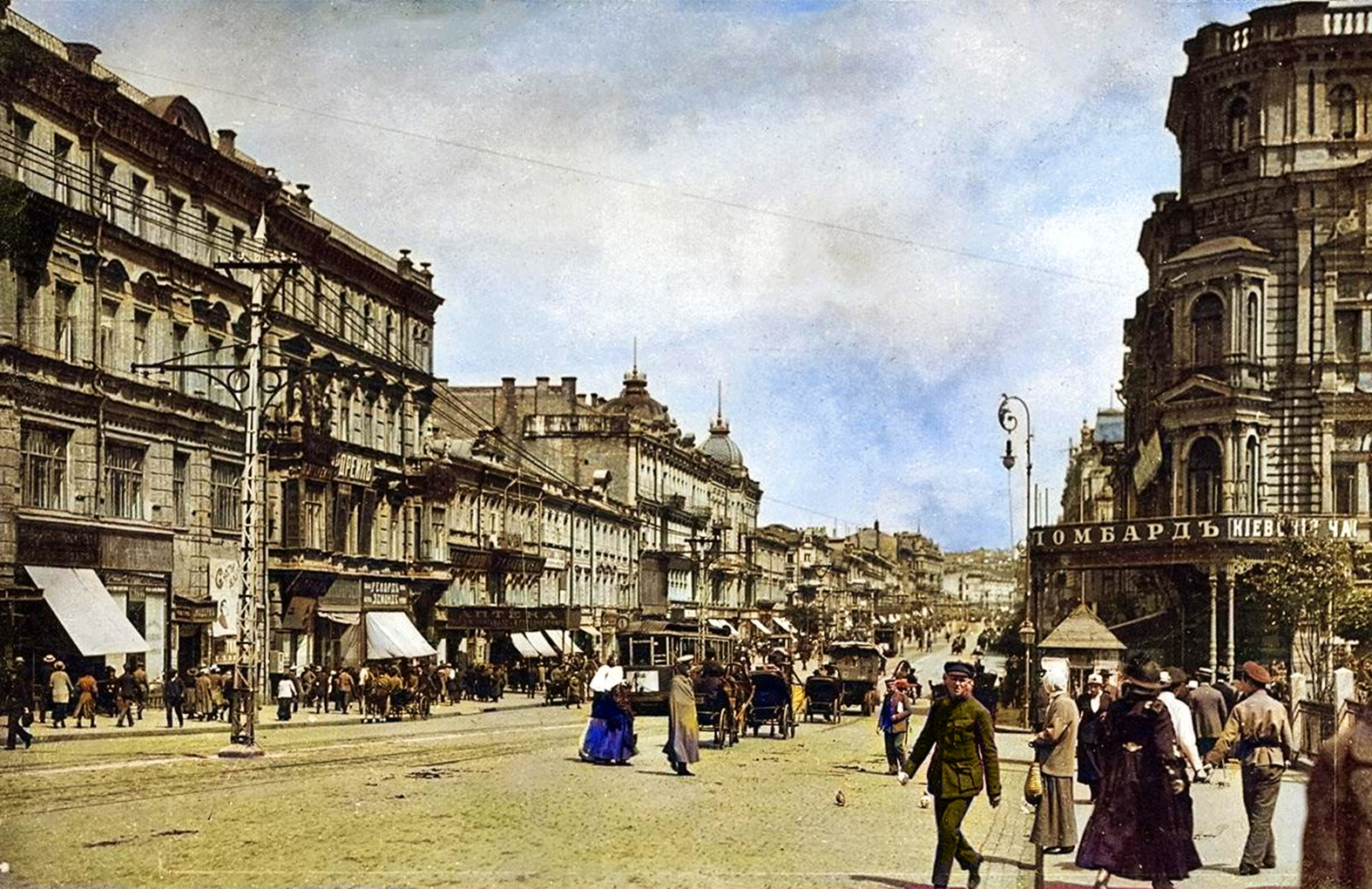
1918 рік

## Книгарня

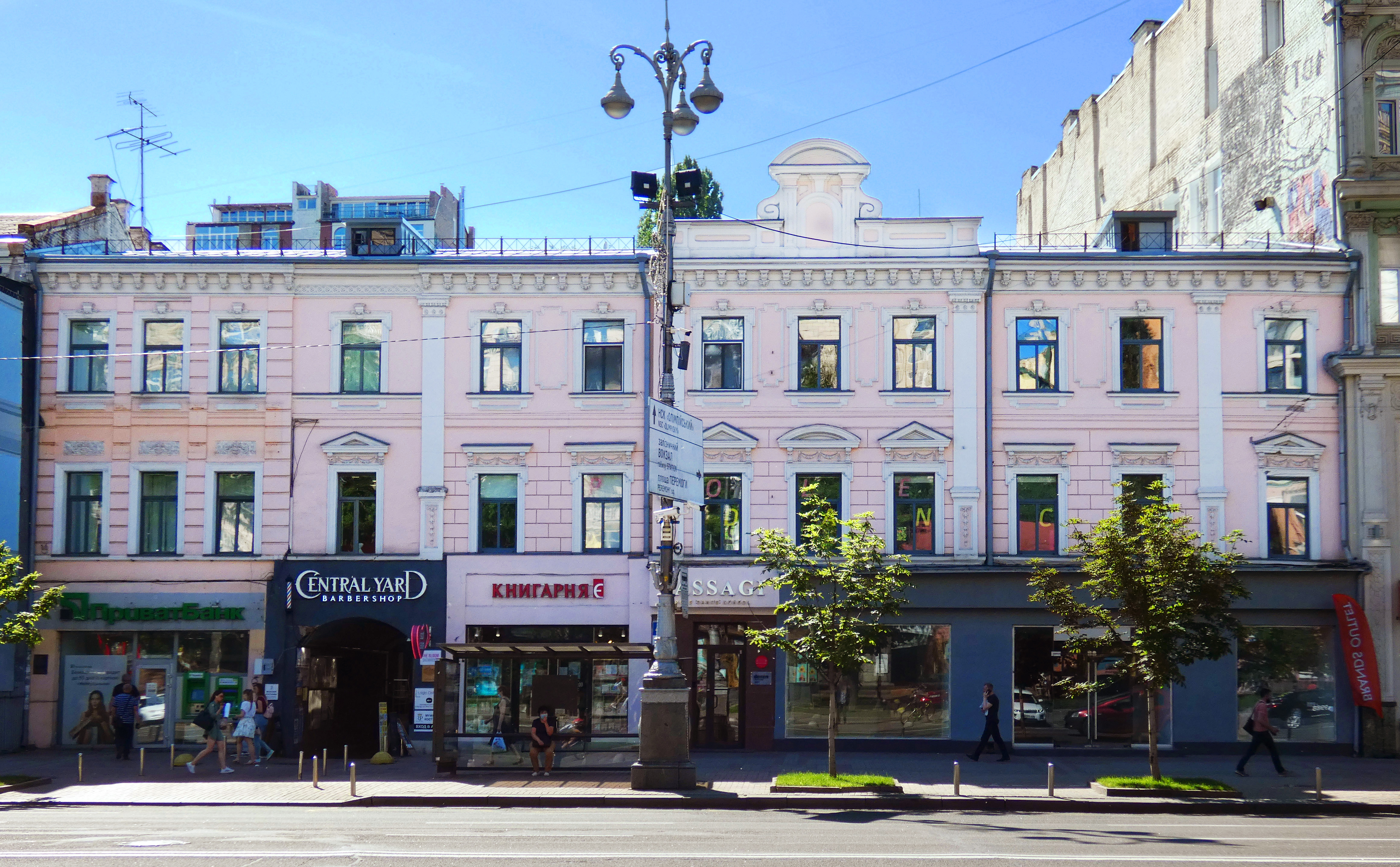
«Книгарня Є» за кілька днів до закриття

На Хрещатику і прилеглих вулицях до 2007 року було кілька книгарень: «Знання», яка проіснувала у сусідньому будинку (№ 44-а) з 1932 до 2007 року, «Дружба» у будинку № 30, «Планета», «Мистецтво», «Ноти», «Поезія», «Зміна» в Пасажі, «Сяйво» на Великій Васильківській, «Наукова думка» на Європейській площі. Більшість з них виявились нерентабельними і були закриті.
Зрештою, 25 березня 2017 року на Хрещатику, 46 вдалось відкрити «Книгарню Є», яка зайняла два поверхи. Тут проводились зустрічі із сучасними письменниками, поетами, видавцями та іншими митцями: Олександром Ірванцем, Юрком Позаяком, Світланою Поваляєвою, Наталкою Білоцерківець, Людмилою Таран, Юрієм Макаровим, виконавцями з гурту «Kozak System», творчою командою кінофільму «Сторожова застава» тощо.
Однак після трьох років існування «Книгарня Є» не витримала кризи, спричиненої карантинними заходами для стримання поширення коронавірусної хвороби, а тому також була закрита у липні 2020 року.
Лише згодом, під час російсько-української війни, 16 лютого 2024 року, поруч, на Хрещатику, 34, відкрили книжковий простір «Сенс».

Зустрічі в книгарні «Є»
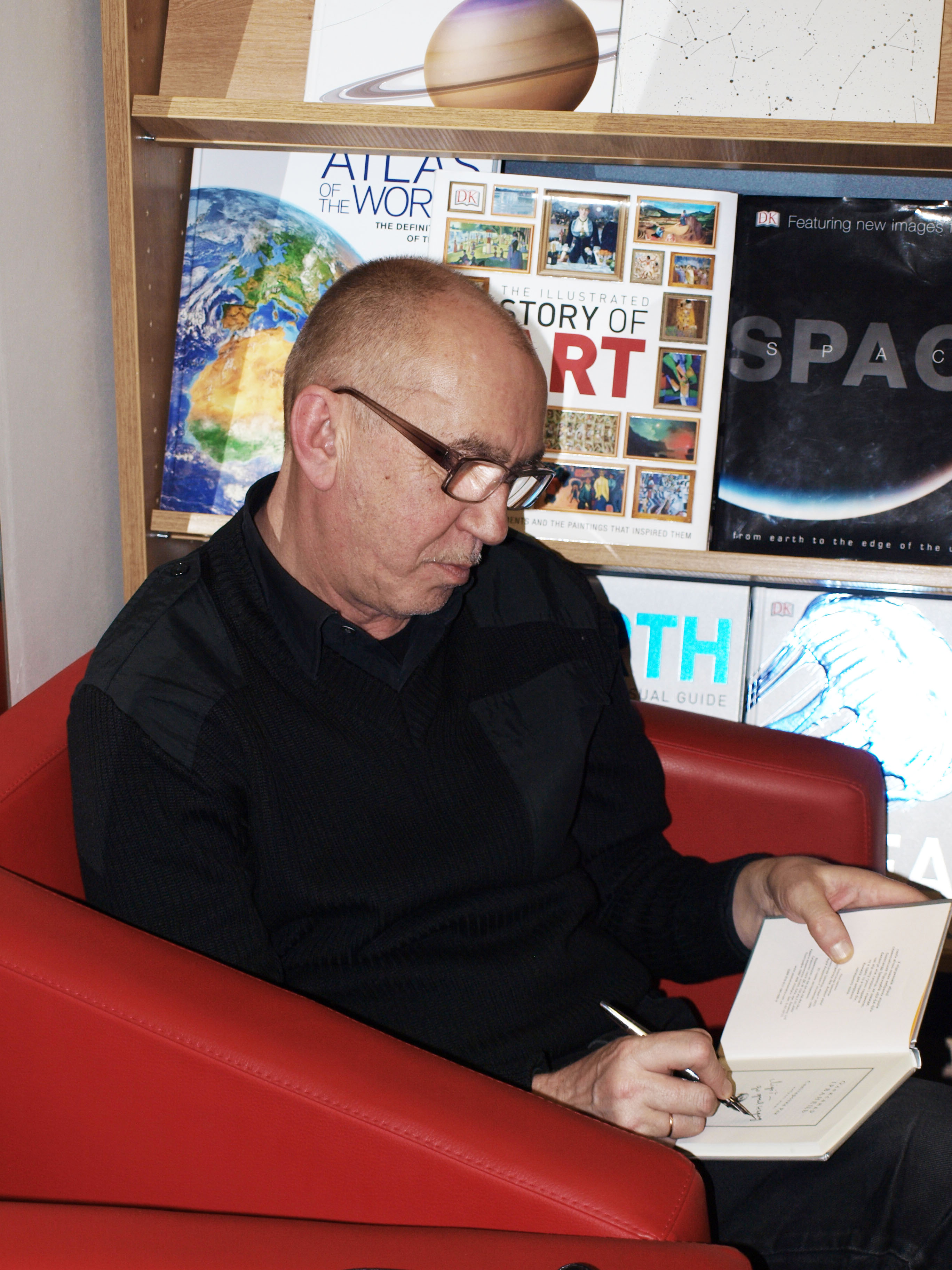
Олександр Ірванець (17 лютого 2018)
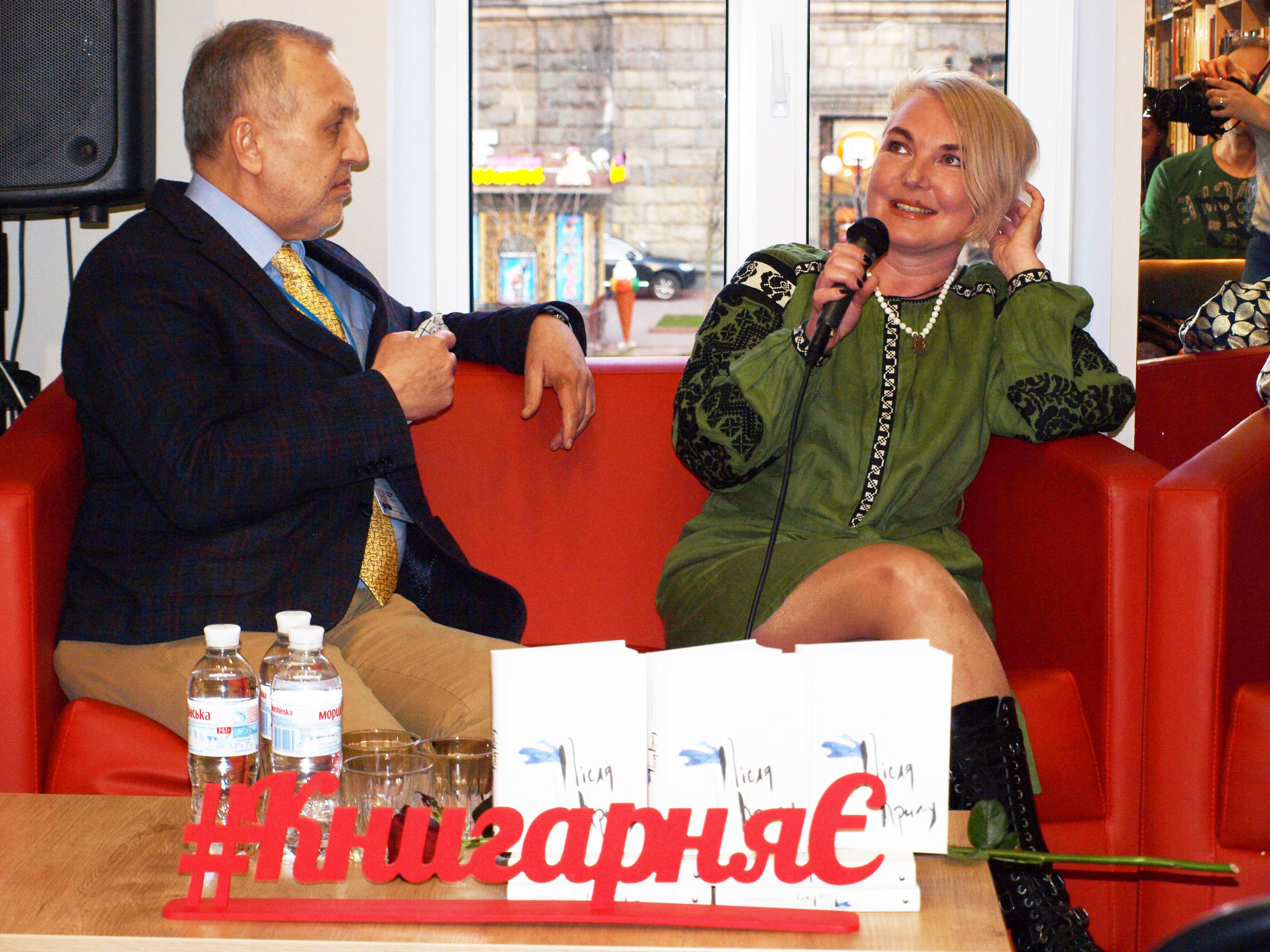
Світлана Поваляєва і Юрій Макаров (14 квітня 2018)
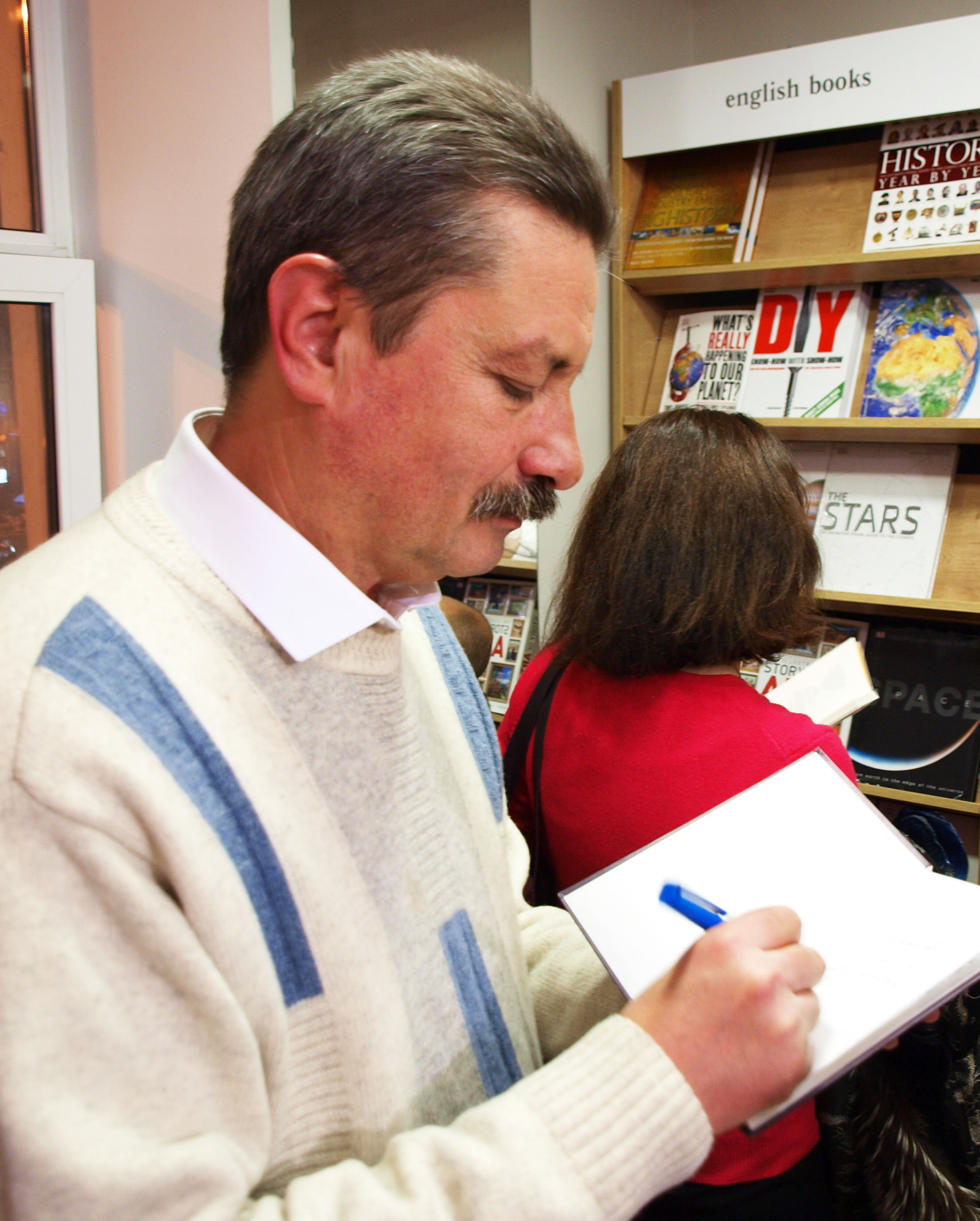
Юрко Позаяк (17 лютого 2018)

## Архітектура
Цегляна будівля зведена на червоній лінії вулиці. Має П-подібну у плані форму, двоскатний бляшаний дах.
Композиція у цілому симетрична. Неоренесансний фасад п'ятидільний, по вертикалі розділений пілястрами. На рівні другого поверху пілястри прикрашені рослинними гірляндами.
Вікна прямокутні з пласкими, трикутними й лучковими сандриками. Декоровані фестонами і замковими каменями.
Центральна частина акцентована ризалітом, який увінчує аттик із лучковим фронтоном.
Карниз декоративно суцільними кронштейнами.
Арковий проїзд на подвір'я розташований ліворуч. Збоку від нього добудували додатковий корпус на три вікна.

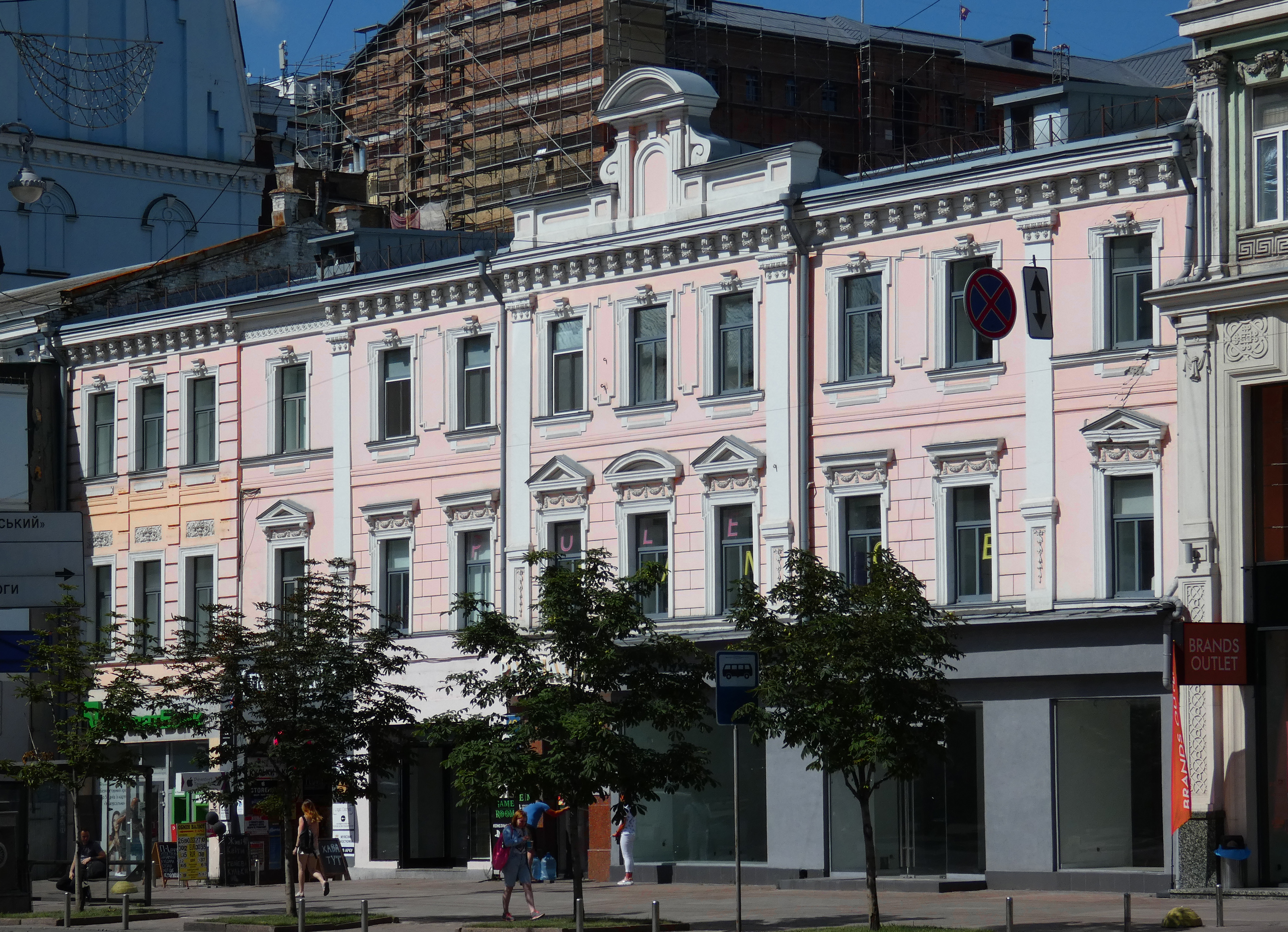
Чоловий фасад
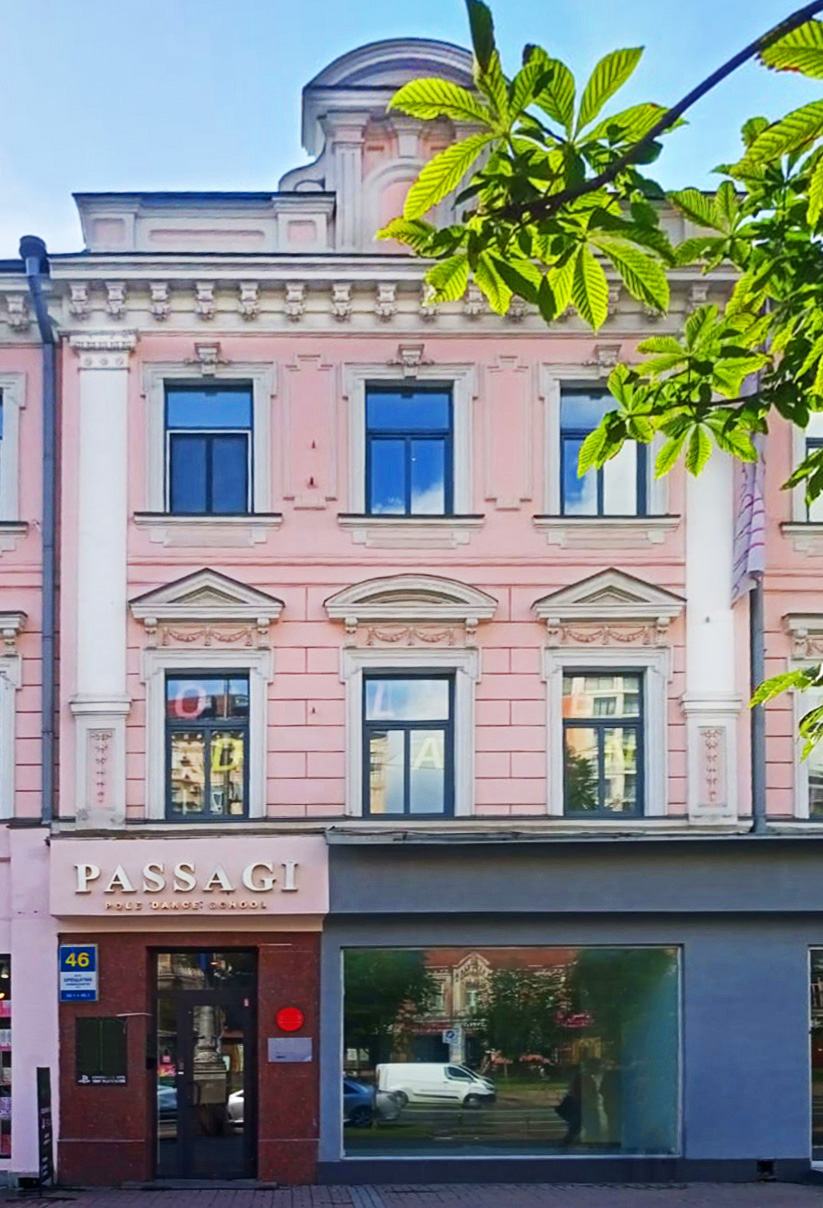
Ризаліт, фланкований пілястрами й увінчаний аттиком із лучковим фронтоном
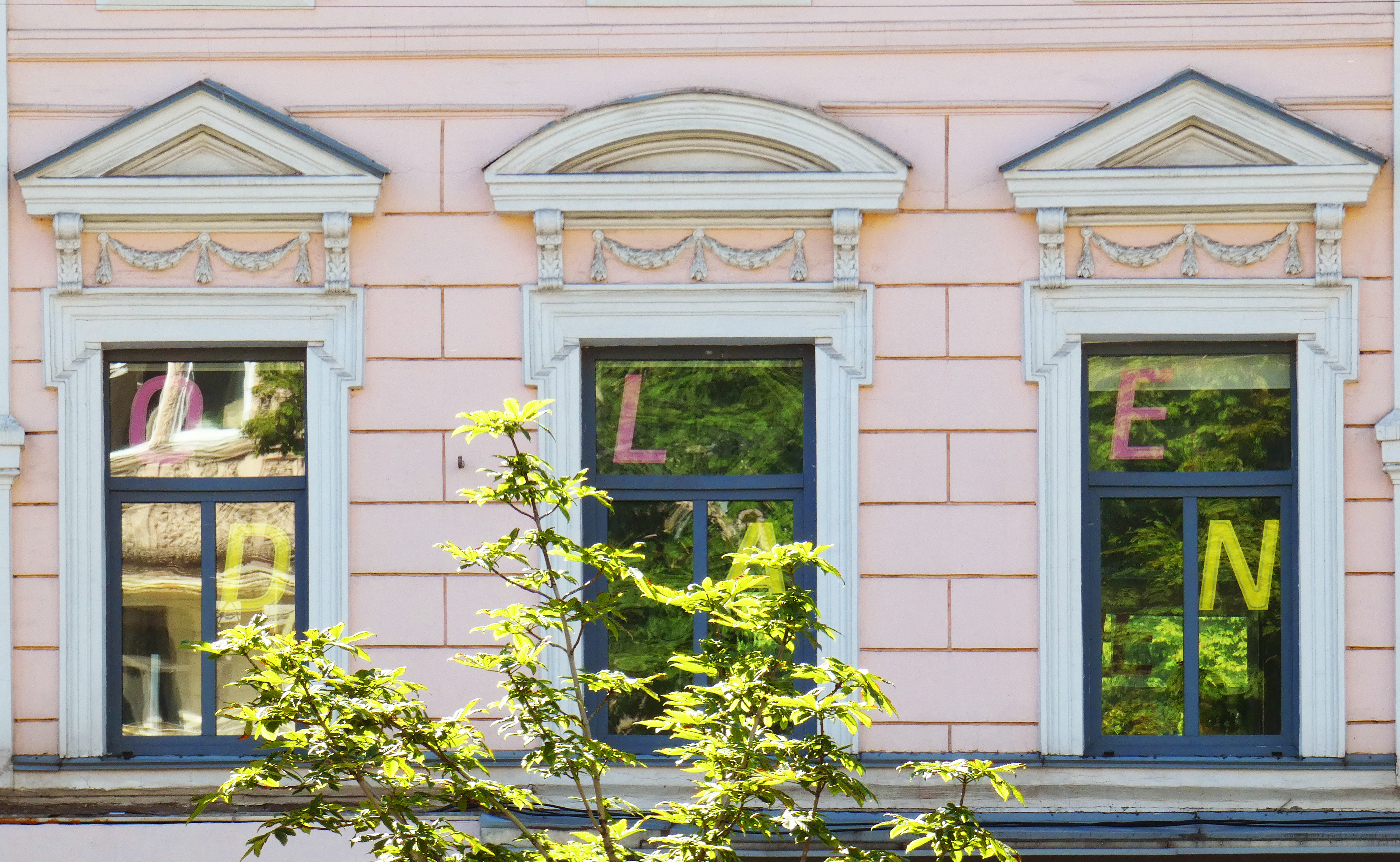
Вікна з трикутними й лучковим (у центрі) сандриками